# Curculio glabrirostris
Curculio glabrirostris är en skalbaggsart som beskrevs av Herbst. Curculio glabrirostris ingår i släktet Curculio, och familjen vivlar. Inga underarter finns listade i Catalogue of Life.